# Apsidocnemus
Apsidocnemus es un género de escarabajo de la familia Carabidae, que contiene las siguientes especies:
- Apsidocnemus catalai Alluaud, 1936
- Apsidocnemus gracilitarsis Jeannel, 1948
- Apsidocnemus vadoni Jeannel, 1948